# Heiderose Wallbaum
Adelheid „Heiderose“ Wallbaum, nach Heirat Heiderose Höfle, (* 24. Februar 1951 in Karlsruhe) ist eine ehemalige deutsche Kanutin.
Ihr Stammverein waren die Rheinbrüder Karlsruhe. 1969 nahm sie mit ihrer Vereinskollegin Sylvia Schneider an den Junioren-Europameisterschaften in Moskau teil. Sie startete bei den Olympischen Sommerspielen 1976 in Montreal und belegte im Zweier-Kajak mit Barbara Lewe-Pohlmann den fünften Rang. Nach ihrem Karriereende kümmerte sie sich zeitweise um den Kanunachwuchs in ihrem Verein.

## Erfolge
- 1970: Bronze bei den Weltmeisterschaften im Vierer-Kajak
- 1971: Silber bei den Weltmeisterschaften im Vierer-Kajak mit Roswitha Esser, Renate Breuer und Irene Pepinghege
- 1971: Deutsche Meisterin im Vierer-Kajak mit Sylvia Schneider, Monika Bergmann und Brigitte Schneider
- 1972 und 1973: Deutsche Meisterin im Vierer-Kajak
- 1970, 1973, 1974 und 1975 Deutscher Vizemeisterin im Zweier-Kajak zusammen mit Silvia Schneider
- 1971 dritter DM Platz im Zweier
- Deutsche Vizemeisterin 1974, 1975 und 1976 im Vierer